# Vic Charles
Pour les articles homonymes, voir Charles.
Vic Charles est un karatéka britannique surtout connu pour avoir remporté l'épreuve de kumite individuel masculin open aux Jeux mondiaux 1981 et 1985 ainsi que l'épreuve de kumite individuel masculin plus de 80 kilos aux championnats du monde de karaté 1986.

## Résultats
| Résultat           | Date | Épreuve                   | Catégorie | Compétition                | Ville hôte                  |
| ------------------ | ---- | ------------------------- | --------- | -------------------------- | --------------------------- |
| Médaille d'or      | 1981 | Kumite individuel open    | Seniors   | Championnats d'Europe 1981 | Venise, en Italie           |
| Médaille d'or      | 1981 | Kumite individuel open    | Seniors   | Jeux mondiaux 1981         | Santa Clara, aux États-Unis |
| Médaille d'or      | 1982 | Kumite individuel open    | Seniors   | Championnats d'Europe 1982 | Göteborg, en Suède          |
| Médaille d'or      | 1984 | Kumite individuel + 80 kg | Seniors   | Championnats d'Europe 1984 | Paris, en France            |
| Médaille de bronze | 1984 | Kumite individuel open    | Seniors   | Championnats du monde 1984 | Maastricht, aux Pays-Bas    |
| Médaille d'or      | 1985 | Kumite individuel open    | Seniors   | Jeux mondiaux 1985         | Londres, au Royaume-Uni     |
| Médaille d'or      | 1986 | Kumite individuel + 80 kg | Seniors   | Championnats du monde 1986 | Sydney, en Australie        |
| Médaille d'argent  | 1988 | Kumite individuel + 80 kg | Seniors   | Championnats du monde 1988 | Le Caire, en Égypte         |
| Médaille d'argent  | 1988 | Kumite individuel open    | Seniors   | Championnats du monde 1988 | Le Caire, en Égypte         |
| Médaille d'argent  | 1989 | Kumite individuel + 80 kg | Seniors   | Championnats d'Europe 1989 | Titograd, en Yougoslavie    |